# トロッコ (映画)
『トロッコ』（英題：Rail Truck）は、2009年の日本映画。

## 概要
芥川龍之介の短編小説『トロッコ』をモチーフに、川口浩史監督が映画化した作品である。物語の舞台は神奈川県から、今もトロッコ軌道の残る台湾の花蓮県に変わっている。
森林鉄道のひとつ、東部運材鉄道があった花蓮県鳳林鎮の林田山林業文化園区を中心にロケが行われた。

## あらすじ
急死した台湾人の父親の遺灰を届けるため、東京に住む小学生、敦と凱の兄弟が、日本人の母親である夕美子に連れられて、花蓮の近くの村を訪れる。初対面の祖父や祖母、叔父やその妻、そして村の子供達とも次第に馴染み、2人は台湾での夏休みを満喫するが、その一方で母親の夕美子は今後の子育ての行く末を思い悩んでいた。台湾にこのまま滞在し、亡き夫の両親のサポートを受けて子供達を育てることを考え始める夕美子だが、その考えを知った敦は、弟とともに日本へ戻るべくトロッコに乗って森の奥へと進もうとする。かつて伐採した森の木々を、日本への船が出るみな港へと運んでいたトロッコ。祖父が語った台湾と日本を繋ぐそのトロッコは敦にとって、唯一の日本への道だった。林業の研究をしている顔馴染みの青年とともに山の奥へと分け入る2人だが、霧の中で辿りついたトロッコの終点は青年が幼い頃に両親とともに住んでいた家であり、当然日本ではない。母の元へ戻る、とトロッコの軌道を来た方へ向けて走り始める凱。弟を追いかけ軌道上を走る敦も、次第に不安に駆られてゆく。

## 受賞歴
- 第46回台北金馬賞正式招待、第11回ムンバイ映画祭インターナショナルコンペティション部門、第34回モントリオール映画祭新人コンペティション部門、第12回ブラチスラバ映画祭コンペティション部門、第7回香港アジア映画祭コンペティション部門に出品。
- 第54回アジア太平洋映画祭にて最優秀音響効果賞、2010大阪アジア映画祭にて音楽賞、第20回日本映画復興奨励賞を受賞。
- 第2回TAMA映画賞 最優秀新進監督賞
- 2010年度 全国映連賞 監督賞
- 第20回 日本映画批評家大賞 新人監督賞

## キャスト
- 尾野真千子
- 原田賢人
- 大前喬一
- 張睿家（ブライアン・チャン）
- 洪流（ホン・リウ）
- 梅芳（メイ・ファン）
- 張翰（チャン・ハン）
- 萬芳（ワン・ファン）

## スタッフ
- 監督:川口浩史
- エグゼクティブプロデューサー:佐々木栄一、畠中達郎
- プロデューサー:片原朋子、リャオ・チンソン
- 脚本:川口浩史、ホアン・シーミン
- 撮影:リー・ピンビン
- 美術監督:ホワン・ウェンイン
- 編集:小林由加子
- 音楽:川井郁子
- 製作:トロッコLP（プレンティ、アミューズ、川口浩史、ジェイアンドケイ・エンタテインメント）
- 制作：ジェイアンドケイ・エンタテインメント